# نادي بيتشسايد
بيتشسايد هو نادي كرة قدم أسترالي تم إنشاؤه في سنة 1973 الميلادية